# Американо
«Американо» — слабкоалкогольний коктейль. Класифікується як аперитив. Належить до офіційних напоїв Міжнародної асоціації барменів (IBA), категорія «Незабутні» (англ. The Unforgettables).

## Компоненти
- Червоний вермут (солодкий) — 30 мл (3 cl);
- бітер Campari — 30 мл (3 cl);
- мінеральна вода (газована)
- колотий лід

## Приготування
Інгредієнти налити до келиху, наполовину наповненого льодом. Долити мінеральною водою на смак.
Прикрасити можна твістом із цедри лимону.